# Would You Love a Monsterman?
"Would You Love a Monsterman?" és una cançó de Lordi del 2002.

## Llista de cançons
1. "Would You Love a Monsterman?" (3:04)
2. "Biomechanic Man" (3:23)
3. "Would You Love a Monsterman?" (radio edit) (3:04)

## Crèdits
- Mr. Lordi (veu)
- Amen (guitarra elèctrica)
- Magnum (baix)
- Kita (bateria)
- Enary (piano)